# Potik, Mîronivka
Potik (în ucraineană Потік) este o comună în raionul Mîronivka, regiunea Kiev, Ucraina, formată numai din satul de reședință.

## Demografie
Componența lingvistică a comunei Potik
     Ucraineană (97,11%)
     Rusă (2,62%)
     Alte limbi (0,27%)
Conform recensământului din 2001, majoritatea populației comunei Potik era vorbitoare de ucraineană (97,11%), existând în minoritate și vorbitori de rusă (2,62%).

## Legături externe
- pl Potok 2) miasteczko nad potokiem tej nazwy, biorącym początek na gruntach należących do wsi Mikołajówki i uchodzącym do Rasawy, powiat kaniowski în Dicționarul geografic al Regatului Poloniei și al altor țări slave, volum VIII (Perepiatycha — Pożajście) 1887

- pl Potok, wieś, powiat kaniowski în Dicționarul geografic al Regatului Poloniei și al altor țări slave, volum XV, p. 2 (Januszpol — Wola Justowska)1902